# Comunica2

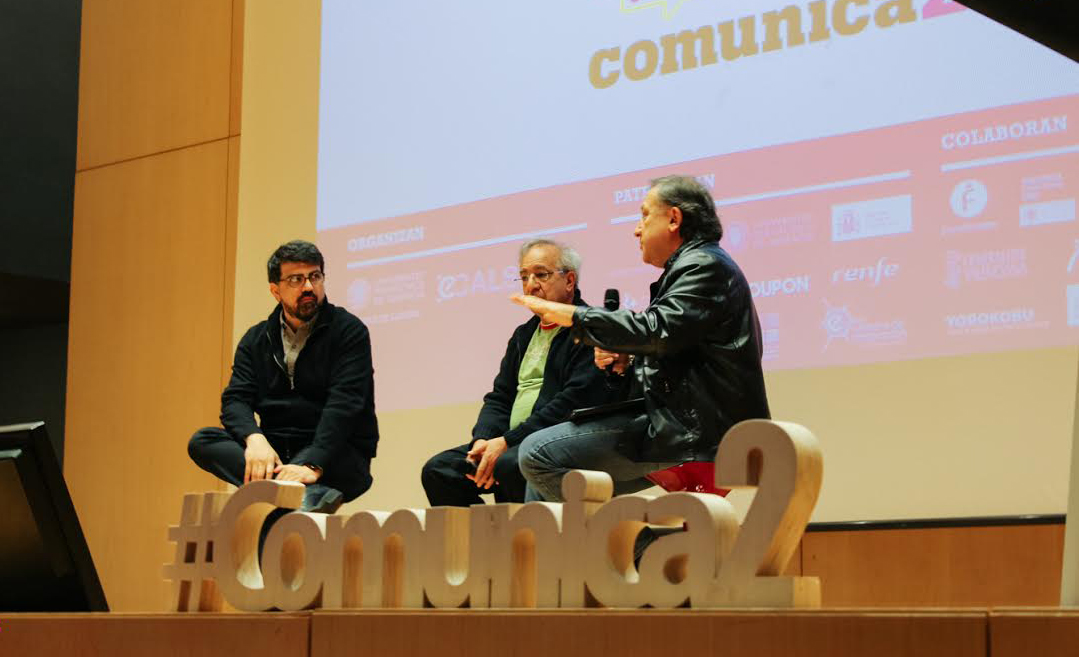
Genís Roca, Alejandro Piscitelli i Carlos Alberto Scolari en un debat de Comunica2

Comunica2 (anteriorment Comunica2.0) és un congrés internacional anual sobre xarxes socials, comunicació i màrqueting digital organitzat per la Universitat Politècnica de València. Reuneix professionals de les xarxes socials i experts en comunicació i màrqueting digital, així com a periodistes i experts en la redacció i la correcció de textos per a Internet. Es tracta d'un congrés universitari de manera que, a més dels tallers i ponències, tots els anys acull la presentació de comunicacions científiques i professionals. El congrés compta amb un comitè científic format per docents de diverses universitats de l'estat espanyol i professionals de la comunicació. Així mateix, compta amb un comitè d'honor format per representants de la Universitat Politècnica de València, l'Ajuntament de Gandia i la fundació Fundéu BBVA. El congrés se celebra en la localitat de Gandia, al Campus de la Universitat Politècnica de València, des de l'any 2010.

## Edicions
- Primera edició (2010)[7]
- Segona edició (2011)[8]
- Tercera edició (2013): Escriure en internet[9]
- Quarta edició (2014)[10]
- Cinquena edició (2015)[11]
- Sisena edició (2016)[12]
- Setena edició (2017)[13]